# Bickenhall
Bickenhall est une paroisse civile et un hameau du Somerset, en Angleterre.